# Toni Cottura
Toni Cottura (nascido em 7 de junho de 1971), mais conhecido por seu nome artístico Smooth T., é um produtor e rapper alemão nascido na Itália. Ele é um dos integrantes do grupo de eurodance Fun Factory.

## Carreira
Em 1988 Cottura iniciou sua carreira artística como produtor de hip-hop juntamente com David Fascher e mais tarde, em 1990, trabalhou com o DJ Shahin. Em 1992, ele fundou o grupo de eurodance Fun Factory, onde inicialmente atuou como dançarino antes de passar a ser produtor e compositor. No segundo álbum de estúdio do grupo, passou a fazer rap. Em abril de 1996, o single "Don't Go Away" pertencente ao segundo álbum de estúdio do grupo, foi o último single a ser promovido com Cottura como membro, que decidiu deixar o Fun Factory. No mesmo ano, ele passou a se concentrar no seu coletivo de hip-hop e R&B, Booya Family, junto com Bülent Aris. 
Enquanto o Booya Family esteve ativo, Cottura produziu faixas para uma variedade de artistas, incluindo Nana (também conhecido como Darkman), Pappa Bear, Ray Horton, Jonestown, A.K. Swift e Alex Prince, principalmente no hip-hop e R&B. Ele também produziu singles para os grupos estadunidenses Backstreet Boys ("Get Down: You're the One for Me") e N'Sync ("Here We Go", "U Drive Me Crazy"), além de colaborar com o rapper P. Diddy.
Em 2000, a parceria com Aris se desfez, bem como o fechamento do Booya Family. Cottura retornou ao eurodance para trabalhar com os grupos recém-formados The Underdog Project e os vencedores da edição alemã do programa Popstars, Bro'Sis. Em 2002, Cottura produziu a canção "Bounce" inserida no álbum Unbelievable da cantora alemã Sarah Connor. No ano seguinte, ele lançou seu single próprio, a balada pop "Fly".
Em 2006, Cottura lançou o single "Quieres Una Aventura", um dueto com a cantora romena Corina. Em 2009, produziu o single "Horoz" do cantor turco-germânico Sedat, que foi inserido em seu álbum  Yeni Hayatımın Ilk Günü. Em 2013, Cottura com os ex-membros do Fun Factory, Balca Tözün e Stephan Browarczyk, reuniram-se para apresentar as canções do grupo novamente. Em 2017, ele lançou a canção "Moonlight Anthem" com participação de Jovi, apenas em vídeo. 